# دياز (موسيقي)
دياز (بالنرويجية البوكمول: Diaz)‏ هو موسيقي نرويجي، ولد في 1976.

## وصلات خارجية
- دياز على موقع IMDb (الإنجليزية)
- دياز على موقع ميوزك برينز (الإنجليزية)
- دياز على موقع ديسكوغز (الإنجليزية)